# Oryzias woworae
Oryzias woworae Parenti & Hadiaty, 2010 è un pesce d'acqua dolce appartenente alla famiglia Adrianichthyidae.

## Distribuzione e habitat
Questa specie è diffusa in Indonesia: l'unica popolazione ad oggi conosciuta è localizzata nei corsi d'acqua di un villaggio dell'isola Sulawesi.

## Descrizione
Raggiunge una lunghezza massima di 2,8 cm.